# Nuoto sincronizzato ai campionati mondiali di nuoto 2015 - Squadre (programma libero)
La competizione di nuoto sincronizzato a squadre - Programma libero dei campionati mondiali di nuoto 2015 si è disputata il 28 e 31 luglio 2015 alla Kazan Arena di Kazan'.  Il 28 luglio si è disputato il turno eliminatorio cui hanno partecipato 16 nazioni. Le 12 migliori squadre hanno disputato la finale il 31 luglio.

## Medaglie
| Posizione | Atleta | Paese    |
| --------- | --- | -------- |
| Oro       | Vlada Čigirёva Aleksandra Packevič Alla Šiškina Anželika Timanina Svetlana Kolesničenko Elena Prokof'eva Marija Šuročkina Gelena Topilina Lilija Nizamova* Darina Valitova* | Russia   |
| Argento   | Gu Xiao Li Xiaolu Sun Wenyan Yin Chengxin Guo Li Liang Xinping Tang Mengni Zeng Zhen Huang Xuechen* Xiao Yanning*                                                           | Cina     |
| Bronzo    | Aika Hakoyama Yukiko Inui Risako Mitsui Mai Nakamura Aiko Hayashi Kei Marumo Kanami Nakamaki Kurumi Yoshida Kano Omata* Asuka Tasaki*                                       | Giappone |

* Riserva

## Risultati
In verde sono denotate le finaliste.
| Posizione | Nazione       | Preliminare | Preliminare | Finale  | Finale    |
| Posizione | Nazione       | Punti       | Posizione   | Punti   | Posizione |
| --------- | ------------- | ----------- | ----------- | ------- | --------- |
| 1         | Russia        | 97.6333     | 1           | 98.4667 | 1         |
| 2         | Cina          | 95.5000     | 2           | 96.1333 | 2         |
| 3         | Giappone      | 93.7000     | 3           | 93.9000 | 3         |
| 4         | Ucraina       | 92.7333     | 4           | 93.7000 | 4         |
| 5         | Spagna        | 91.9000     | 5           | 92.4667 | 5         |
| 6         | Italia        | 90.7667     | 6           | 91.4667 | 6         |
| 7         | Canada        | 89.8000     | 7           | 90.0000 | 7         |
| 8         | Messico       | 87.5000     | 8           | 87.6333 | 8         |
| 9         | Francia       | 86.5667     | 9           | 87.3333 | 9         |
| 10        | Grecia        | 85.5667     | 10          | 85.8333 | 10        |
| 11        | Brasile       | 85.3333     | 11          | 85.2667 | 11        |
| 12        | Stati Uniti   | 84.6333     | 12          | 84.5667 | 12        |
| 13        | Bielorussia   | 81.6000     | 13          |         |           |
| 14        | Svizzera      | 79.6667     | 14          |         |           |
| 15        | Egitto        | 77.7000     | 15          |         |           |
| 16        | Australia     | 75.1000     | 16          |         |           |
| 17        | Nuova Zelanda | 72.5667     | 17          |         |           |
| 18        | Venezuela     | 72.2333     | 18          |         |           |
| 19        | Costa Rica    | 71.8000     | 19          |         |           |
| 20        | Macao         | 70.0000     | 20          |         |           |
| 21        | Hong Kong     | 67.0667     | 21          |         |           |